# Église blanche de Daugavgrīva
L'Église blanche de Daugavgrīva (letton : Daugavgrīvas Baltā baznīca) est une église évangélique-luthérienne située dans le voisinage de Daugavgrīva à Riga, capitale de Lettonie,. 

## Présentation
L'église blanche de Daugavgrīva est une église évangélique luthérienne située au 50 rue Baltāsbaznīcas iela, à  dans le quartier moderne de Ziemeblāzma. L'édifice est un monument architectural d'importance locale.

## Histoire
L'église blanche de Daugavgrīva est le plus ancien bâtiment historique de Vecmīlgrāvis. L'église de Daugavgrīva est mentionnée pour la première fois déjà en 1205, lorsque l'évêque Alberts construisit un monastère cistercien et un palais sur les rives du fleuve Daugava. Le monastère était situé à peu près là où se trouvent aujourd'hui Zviedru valnis et Skanste.
La première église luthérienne du territoire de Vecmīlgrāvis a été construite en 1640, dans l'actuel village de Vecbaznīcas (village de la Vieille Église). On l'appelait communément l'église de Skanste, bien que son nom officiel était l'église de Saint-Nicolas. En 1710, l'église Saint-Nicolas fut démolie et ses matériaux furent utilisés pour construire des fortifications à des fins guerrières. En 1725, une nouvelle église est construite, cette fois en bois. Cependant, l'église était trop petite pour les services religieux. Déjà en 1775, il fut décidé de démolir cette église et d'en construire une plus grande, plus proche du centre. Peu de temps après, des rochers ont commencé à être apportés au village de Rīnūži, afin de construire une nouvelle église en pierre sur les rives du Daugava. 
L'église actuelle a été construite entre 1786 et 1788. L'église en maçonnerie de type halle a un seul dôme.
En septembre 1788, les pêcheurs de Mangaļ (lv) et de Bolderāja firent don d'un petit orgue à l'église. En 1859, un nouvel orgue, plus moderne, l'orgue K. F. Huhn de Sissegall y a été installé et il sert toujours dans l'église. La nef de l'Église Blanche est ornée de deux vitraux réalisés par A.D. Calhert. 
L'église abrite aussi un retable sculpté du XIXe siècle.
La congrégation évangélique luthérienne de l’Église blanche de Daugavgrīva avait 22 pasteurs dont seulement  les huit officiaient l’Église blanche. Seuls quatre des pasteurs étaient lettons.
L'église blanche a reçu son aspect actuel dans la seconde moitié du XIXe siècle. 
Pendant la Première Guerre mondiale, l'église fut repeinte pour la protéger des destructions.
L’Église Blanche n’est pas seulement une église, c’est la seule église qui soit aussi un phare. 
En 1788, lorsque l'église fut construite sur la rive du Daugava, elle remplit également les fonctions de phare, qu'elle conserve encore aujourd'hui. La balise est située dans le clocher de l'église et s'allume toutes les 2 secondes.

## Galerie

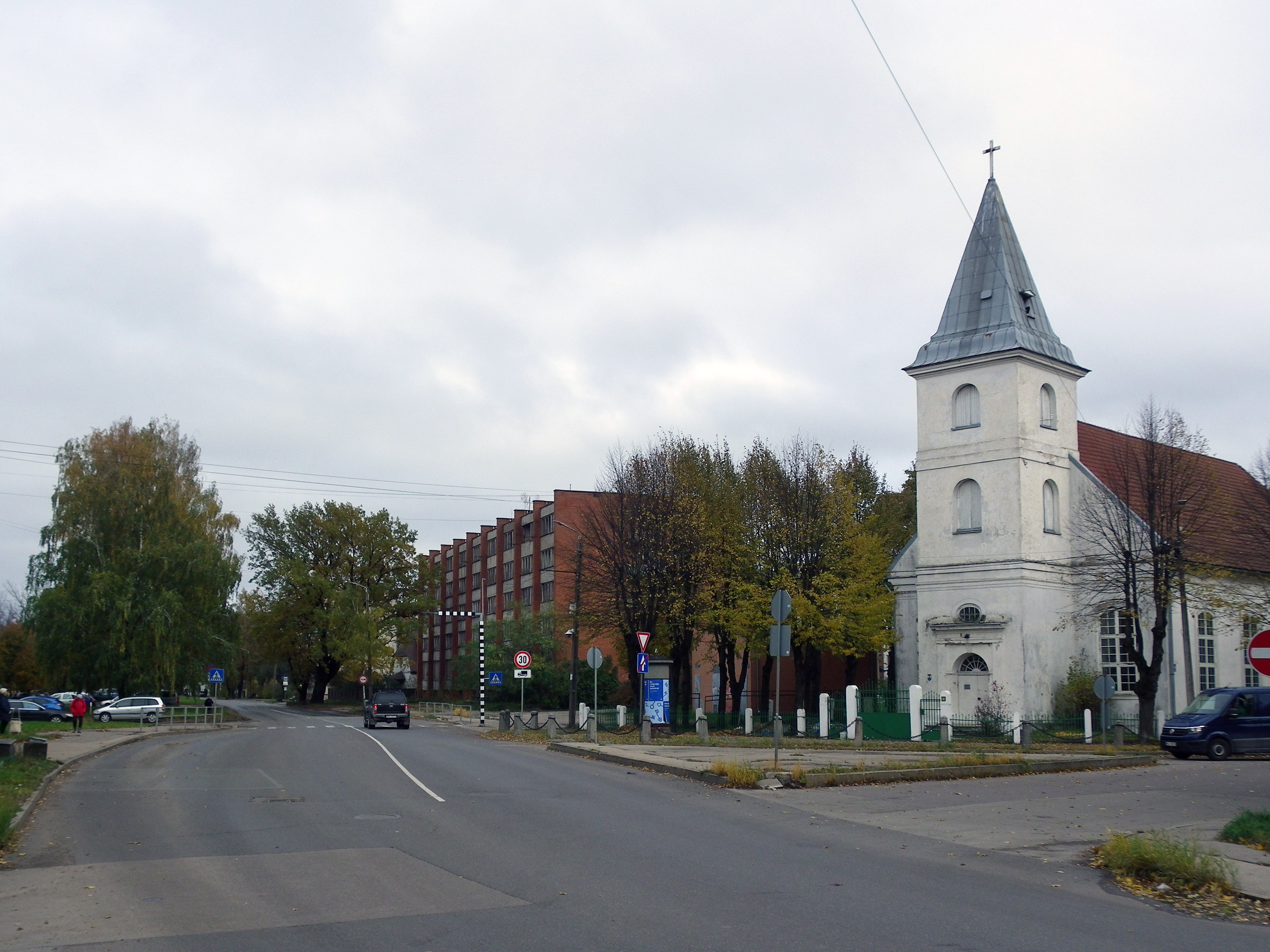
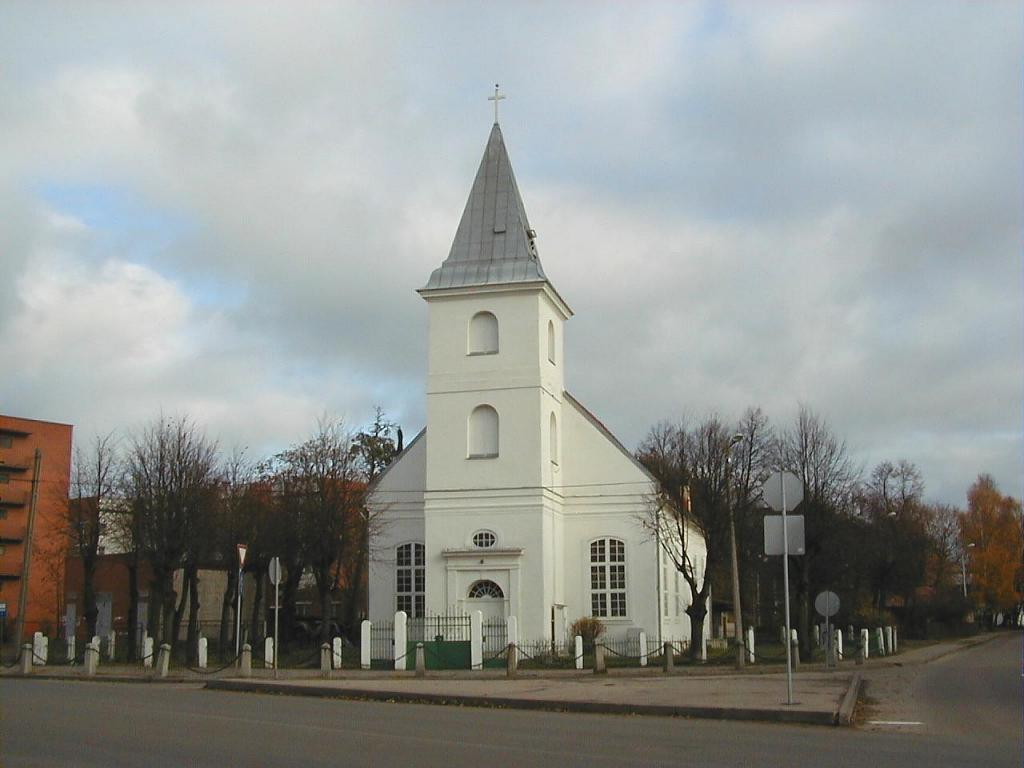
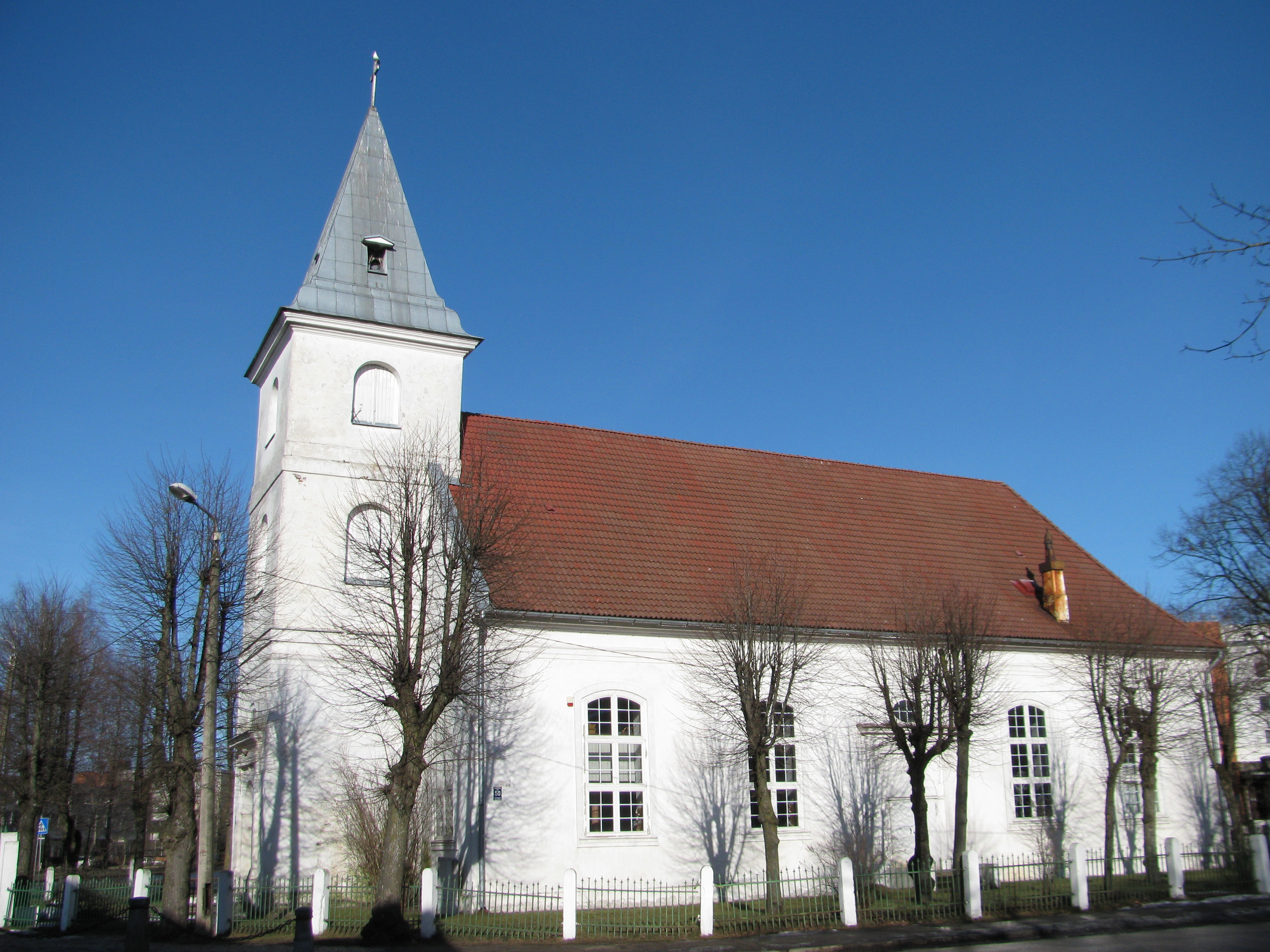
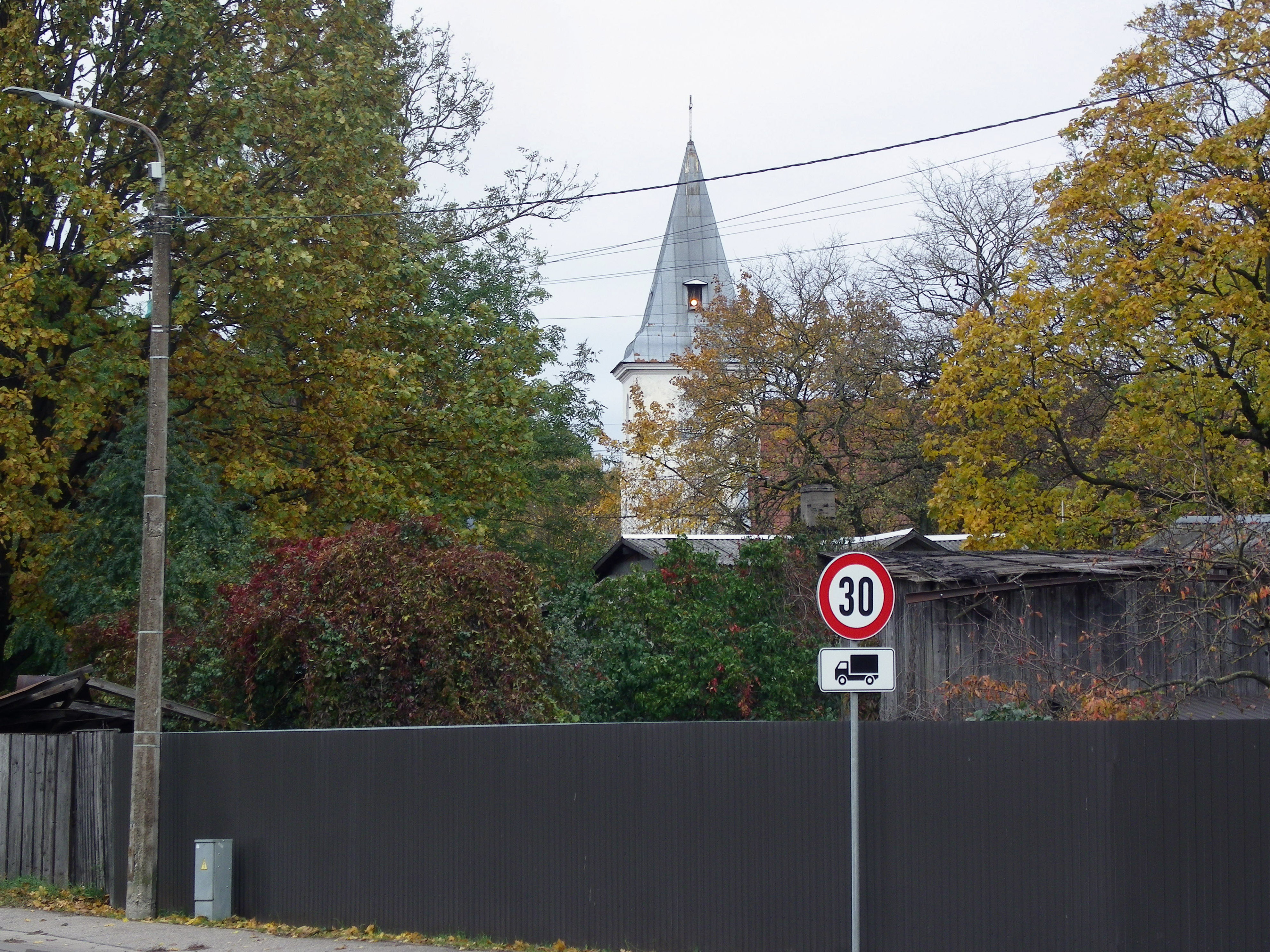